# 그라니트 자카
그라니트 자카(독일어·알바니아어: Granit Xhaka, 알바니아어 발음: [ɡɾaˈnit ˈdʒaka], 1992년 9월 27일 ~ )는 스위스의 축구 선수로 포지션은 미드필더이다. 현재 분데스리가의 레버쿠젠과 스위스 축구 국가대표팀에서 뛰고 있다.
알바니아와 코소보 혈통인 자카는 FC 바젤에서 축구 경력을 시작했고 바젤에서 있었던 두 시즌 동안 스위스 슈퍼리그에서 모두 우승했다. 그는 2012년 보루시아 묀헨글라트바흐로 이적했고 2015년 22살의 나이에 보루시아 묀헨글라트바흐의 주장으로 임명된 후 보루시아 묀헨글라트바흐를 두 시즌 연속으로 UEFA 챔피언스리그에 진출시켰다. 2016년 5월 아스널 FC의 역대 3번째로 비싼 이적료인 3000만 파운드(4500만 유로)에 아스널 FC로 이적한 후 2019년 9월 아스널의 주장으로 임명되었지만 경기에서 교체될 당시 팬들과의 충돌로 인해 주장직에서 내려갔고 이후 부주장으로 임명되었다. 2023년 7월, 자카는 아스널을 떠나 바이어 레버쿠젠으로 이적했다.
국제 대회에서 스위스를 대표하여 출전했으며 2009년 FIFA U-17 월드컵에 스위스 U-17 축구 국가대표팀의 일원으로 참가해 U-17 월드컵에서 우승했고, 2011년 스위스 성인 대표팀 선수로 활동하기 시작했다. 그는 스위스 국가대표팀 선수로서 120경기 출전하여 최다 출전 기록을 보유하고 있으며 2014년 FIFA 월드컵, 2018년 FIFA 월드컵, 2022년 FIFA 월드컵, UEFA 유로 2016, UEFA 유로 2020에 참여했다.

## 유년기
그라니트 자카는 1992년 9월 27일 스위스 바젤에서 유고 연방 코소보 사회주의 자치주(현 코소보) 포두예보에서 스위스로 이주한 알바니아계 코소보인 부모에게서 태어났다. 자카의 아버지 라기프 자카(알바니아어: Ragip Xhaka)는 1986년 프리슈티나의 대학교에 다니던 22살 대학생 시절 베오그라드의 정부에 대항해 코소보 자치주의 민주주의와 자유를 요구하는 시위에 참여했다가 정치범으로 체포되어 3년 반 동안 수감생활을 했다. 자카 가족은 1990년 라기프 자카가 석방된 이후 포두예보에서 스위스로 이주했고, 그곳에서 타울란트 자카와 그라니트 자카를 낳았다.

## 클럽 경력
자카 형제는 콘코르디아 바젤의 유소년 팀에서 축구를 시작하였고, 둘 다 2002년에 바젤로 이적하였다. 자카는 바젤 유소년팀의 여러 연령대 팀을 거쳤고, 2008년을 기점으로 U-21팀 일원이 되었다. 2008년과 2010년 사이, 그는 U-21팀 일원으로 37경기에 출전하였고, 11골을 득점하였다.

### 바젤
토르스텐 핑크 바젤의 전 감독은 자카에 대해, "제르단 샤치리는 스위스에서 자카 다음으로 가장 재능있는 축구 선수이다."라고 한때 언급하였다. 오트마어 히츠펠트 스위스 축구 국가대표팀 감독의 경우, 그를 '스위스의 슈바인슈타이거'라는 수식어를 붙였다.
2010-11 시즌 초반부터, 자카는 바젤 1군에서 활약하였다. 그는 스타디온 페렌츠 슈샤에서 열린 데브레체니와의 UEFA 챔피언스리그 2010-11 예선 3라운드 경기에서 1군 데뷔전을 치르었다. 경기 막판에, 그는 바젤의 추가골을 득점하며 팀의 2-0 승리에 일조하였다. 그는 2011년 5월 15일, 5-1로 이긴 툰과의 홈경기에서 첫 슈퍼리그 골을 넣었다. 2010-11 시즌 끝에, 자카는 바젤 소속으로 스위스 슈퍼리그 우승을 거두었고, 2011-12 시즌 끝에는 클럽의 리그 타이틀과 스위스컵 더블 달성에 일조하였다.

### 바이어 레버쿠젠

#### 2023-24 시즌
2023년 7월 6일, 바이어 레버쿠젠은 자카가 아스널에서 바이어 레버쿠젠으로 이적했다고 공식 홈페이지에 발표했다. 바이어 레버쿠젠은 자카의 이적료로 아스널에 2150만 파운드(약 2500만 유로)를 지불했고, 자카는 바이어 레버쿠젠과 2028년 6월 30일까지 유효한 계약을 체결했으며 바이어 레버쿠젠에서 사용할 등번호로 34번을 받았다.

## 별칭
오트마어 히츠펠트는 그를 한때 "젊은 슈바인슈타이거"라는 수식어를 붙이기도 하였다.

## 국가대표팀 경력

### 스위스 청소년 국가대표팀
자카는 스위스 U-17 국가대표팀 일원이었다. 그는 2009년 나이지리아에서 열린 U-17 월드컵에 참가하였다. 스위스는 이 대회 우승을 거두었다.
2010년 5월 25일, 그는 오스트리아 슈와츠에서 열린 오스트리아 U-19 축구 국가대표팀 경기에서 교체 출전하였고, 팀은 3-2로 승리하였다. 그는 2010년 9월 7일, 3-0으로 이긴 체코와의 경기에서 U-19 국가대표팀 첫 득점을 기록하였다.

### 스위스 U-21
자카는 2010년 9월 3일에 루가노의 코르나레도 경기장에서 1-0으로 이긴 아일랜드와의 경기에서 스위스 U-21 국가대표팀 첫 경기를 교체로 출전하였다. 이 경기는 2011년 UEFA U-21 축구 선수권 대회의 예선 2조 최종전이었다. 자카는 2011년 6월 11일에서 25일까지 덴마크에서 열린 본선에 참가한 스위스 U-21 국가대표팀의 일원이었다. 스위스는 결승에 진출하기 전까지 무실점을 기록하였으나, 결승전에서 스페인에게 0-2로 패하였다.

### 스위스 성인 국가대표팀
스위스 성인 국가대표팀 경기에 데뷔하기 전까지, 자카는 알바니아 선수로 출전할지, 헬베티카 선수로 출전할 지 결정하지 못하였었고, 그는 알바니아 스포츠 언론에게 FSHF가 그를 무시한다고 불평하였고, 그에 반해 스위스 축구 협회는 더 많은 관심을 가지고 있었다.
자카는 2011년 6월 4일, 2-2로 비긴 잉글랜드와의 웸블리 원정에서 스위스 국가대표로 데뷔하였다. 같은 해 11월 15일, 그의 6번째 국가대표팀 경기에서, 그는 1-0으로 이긴 룩셈부르크와의 스타드 요지 바르털 원정 경기에서 첫 국가대표팀 득점에 성공하였다.
스위스는 그를 2012년 하계 올림픽 축구 본선에 참가 시킬려고 하였으나, 그는 새 클럽의 프리시즌 훈련에 참가하기로 결정하였다.

### 국가대표팀 득점 기록

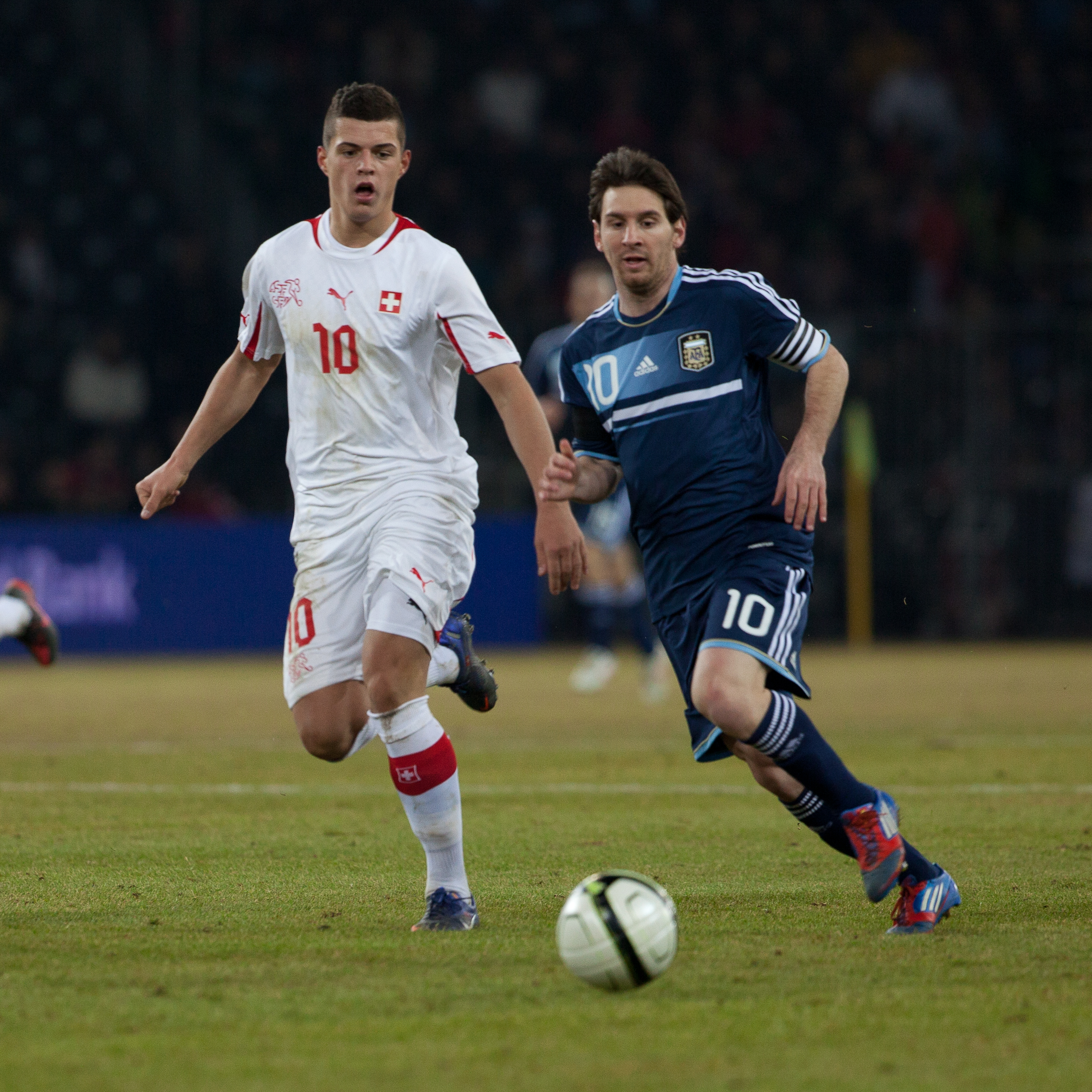
2012년 2월 29일, 스위스의 아르헨티나와의 친선경기에서 자카(왼쪽)가 리오넬 메시와 공을 경합하고 있다.

아래의 점수에서 왼쪽의 점수가 스위스의 점수이다
| # | 날짜             | 경기장                                        | 상대       | 점수 | 결과 | 대회                      |
| - | ---------------- | --------------------------------------------- | ---------- | ---- | ---- | ------------------------- |
| 1 | 2011년 11월 15일 | 스타드 요지 바르텔, 룩셈부르크 시, 룩셈부르크 | 룩셈부르크 | 1–0  | 1–0  | 친선경기                  |
| 2 | 2012년 8월 15일  | 스타디온 막시미르, 자그레브, 크로아티아       | 크로아티아 | 1–0  | 4–2  | 친선경기                  |
| 3 | 2012년 9월 7일   | 스타디온 스토치세, 류블라나, 슬로베니아       | 슬로베니아 | 1–0  | 2–0  | 2014년 FIFA 월드컵 예선전 |
| 4 | 2013년 10월 15일 | 스타드 드 스위스, 베른, 스위스                | 슬로베니아 | 1–0  | 1–0  | 2014년 FIFA 월드컵 예선전 |

## 출전 통계
| Club                    | Season       | Total | Total |
| Club                    | Season       | Apps  | Goals |
| ----------------------- | ------------ | ----- | ----- |
| 바젤                    | 2010–11      | 26    | 2     |
| 바젤                    | 2011–12      | 35    | 0     |
| 바젤                    | Total        | 61    | 2     |
| 보루시아 묀헨글라트바흐 | 2012–13      | 32    | 1     |
| 보루시아 묀헨글라트바흐 | 2013–14      | 29    | 0     |
| 보루시아 묀헨글라트바흐 | 2014–15      | 42    | 5     |
| 보루시아 묀헨글라트바흐 | 2015–16      | 36    | 3     |
| 보루시아 묀헨글라트바흐 | Total        | 139   | 9     |
| 아스널                  | 2016–17      | 46    | 4     |
| 아스널                  | 2017–18      | 48    | 3     |
| 아스널                  | 2018–19      | 40    | 4     |
| 아스널                  | 2019–20      | 41    | 1     |
| 아스널                  | 2020–21      | 45    | 1     |
| 아스널                  | 2021–22      | 30    | 1     |
| 아스널                  | 2022–23      | 47    | 9     |
| 아스널                  | Total        | 297   | 23    |
| 바이어 레버쿠젠         | 2023–24      | 50    | 4     |
| 바이어 레버쿠젠         | 2024–25      | 47    | 2     |
| 바이어 레버쿠젠         | Total        | 97    | 6     |
| Career total            | Career total | 573   | 40    |

## 수상

#### 바젤
- 스위스 슈퍼 리그 : 2010-11, 2011-12
- 스위스 컵 : 2011-12

#### 아스널
- FA컵 : 2016–17, 2019–20
- FA 커뮤니티 쉴드 : 2017, 2020

#### 바이어 04 레버쿠젠
- 분데스리가 : 2023-24
- DFB 포칼 : 2023-24
- DFL 슈퍼컵 : 2024

#### 스위스
- FIFA U-17 월드컵: 2009

### 개인
- 스위스 올해의 선수 : 2017, 2022, 2023
- 스위스 올해의 신인 : 2012[29]
- VDV 올해의 팀 : 2023-24
- 분데스리가 시즌의 팀 : 2023-24
- UEFA 유로파리그 시즌의 팀 : 2023-24

## 같이 보기
- A매치 100경기 이상 출전한 축구 선수 명단